# 婆罗门 (柔然)
婆罗门（？—525年），郁久闾氏，自号弥偶可杜句可汗，為亞洲蒙古一帶古國柔然的第十二位君主，婆罗门是阿那瓌之堂兄，於521年元月立汗，後因高車攻打，入塞降北魏。525年卒。
520年，柔然内讧，丑奴被母亲侯吕陵氏所杀，丑奴弟阿那瓌立为可汗。不久被族兄俟力发示发击败，南投北魏，侯吕陵氏被杀。婆罗门发兵击败俟力发示发，俟力发示发逃到地豆于，被杀。次年春，被拥为弥偶可杜句可汗。北魏来使让他让位于阿那瓌，他假意派大臣南下迎接，同时被高车王伊匐击败婆罗门，婆罗门首领十个部落到凉州归降北魏。被安置在西海郡（今内蒙古额济纳旗）。522年，他脱离北魏投靠嚈哒，途中被北魏军擒拿送回洛阳。525年，在洛阳去世。魏孝明帝追封他为镇西将军、秦州刺史、广牧公。